# 977

## Nașteri
- 23 aprilie: Sfântul Gerard  (d. 1046)
- dată necunoscută: Ioan al IV-lea de Neapole  (d. 1004)

## Decese
- Gisulf I de Salerno, principe longobard de Salerno din 952 (n. 930)